# Ligne de cédez-le-passage en France

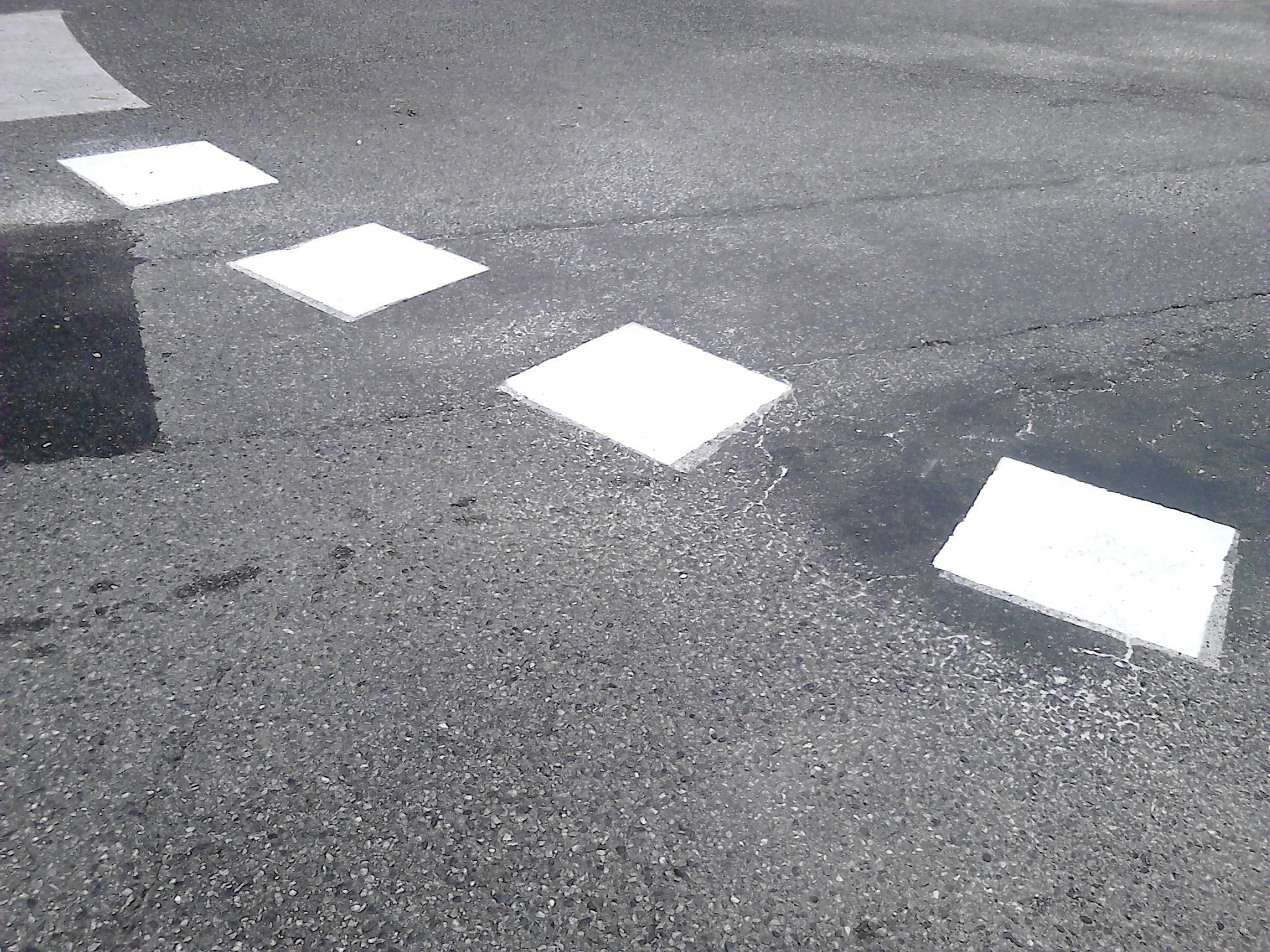
Marquage au sol d'une ligne de cédez-le-passage.

Une ligne de cédez-le-passage est en France une marque routière transversale discontinue blanche qui a pour objet d’indiquer aux conducteurs la règle de priorité s'appliquant à l'intersection de deux voies : les véhicules dont la voie est coupée par cette ligne, doivent céder le passage.
Cette ligne s'étend sur toute la largeur des voies affectées à la circulation des véhicules qui doivent céder le passage.
Elle est obligatoirement accompagnée du panneau AB3a de cédez-le-passage, sauf dans le cas particulier des carrefours à sens giratoire en agglomération où la présence de ce panneau est facultative. Cette ligne marque la limite de la chaussée prioritaire. 

## Dimensions
La ligne transversale est constituée par une ligne discontinue de 50 cm de large et de modulation T'2. Il s'agit donc d'une succession de damiers de 50 cm de côté.

Ligne discontinue transversale de cédez-le-passage en France

## Implantation
|  |  |  |  |  |

## Présignalisation
Avant la ligne transversale de type T'2, il peut être dessiné sur la chaussée, à titre de présignalisation, un triangle dont un côté est parallèle à la ligne et dont la pointe est dirigée vers les véhicules qui approchent. Les dimensions sont données ci-après. La distance entre les deux marques est variable de 5 à 25 mètres.
|  |  |  |  |  |

## Cas spécifiques
- Dans le cas d'une voie d'insertion, la ligne complétant le panneau AB3a est la ligne de type T2 de largeur 5u délimitant cette voie.
- Sur les routes à double sens de circulation et en l'absence d'îlot, elle est précédée sur 10 à 20 mètres avant l'intersection par une ligne longitudinale continue, de largeur 2u, pour séparer les deux sens de circulation. Cette ligne peut, soit être supprimée, soit être remplacée par une ligne discontinue de type T3, en cas de largeur de chaussée insuffisante.